# Aldio
L'àldio o aldione era, nella società longobarda (e tra i Germani in genere), il soggetto semilibero. Il termine deriva dal longobardo ald ('servo'), mediato dal latino medievale aldius.
Ai tempi di Tacito, l'organizzazione sociale dei Germani era caratterizzata dai rapporti di parentela tra famiglie (sippe) e da gruppi più vasti, i villaggi (gau; in latino, pagus). L'insieme di più villaggi costituiva la civitas, intesa come 'popolo', retto in caso di guerra da un capo (Koenig). Nella civitas germanica, i liberi (arimanni) trattavano gli affari comuni in assemblee, in cui si raccoglievano in armi ed eventualmente eleggevano il Koenig.
Gli aldii non avevano il diritto di portare armi o di partecipare all'assemblea; si occupavano di lavori ritenuti umili, come la coltivazione della terra, l'allevamento del bestiame, la manifattura artigianale, e non potevano allontanarsi dal terreno in cui il padrone li aveva collocati.
Al di sotto degli aldii erano gli schiavi, che i Germani stimavano pari a cose.
In origine, gli aldii erano forse nemici sottomessi. Come i liberi, avevano un guidrigildo, cioè un valore di indennizzo espresso in denaro. In caso di giudizio, l'aldio era rappresentato dal padrone, che poteva esigere il guidrigildo in caso di offese patite dal proprio servo e aveva una limitata responsabilità delle offese fatte dal proprio servo a terzi. Furono probabilmente ridotte allo status di aldii le popolazioni italiche sottomesse dai Longobardi nel 568, quando Alboino si impadronì di gran parte dell'Italia. Traccia delle istituzioni germaniche e dello statuto di aldio è nell'Editto di Rotari, codificazione longobarda in 388 articoli, scritta in un latino rudimentale. Nell'editto, l'aldio è colui qui amund factus non est, dove per amund si intende libero dal mundio (protezione) del patronus. L'aldio è quindi il prodotto di una manumissio solo parziale. Quando, nel 721, re Liutprando tornerà sulla questione, affiancherà alla procedura di liberazione completa già prevista da Rotari una procedura, anch'essa completa, di natura però religiosa, precisando che non si dovrà ricorrere a quest'ultima nel caso il padrone voglia rendere il servo un aldio o mantenerlo in questa condizione.
Presso Franchi, Sassoni, Anglosassoni e Frisi, gli aldii erano indicati come liti, laeti, lassi o lazzi.
Al termine aldius è connesso il prenome maschile Aldo, basato sul longobardo ald (con il significato di 'vecchio', corrispondente al tedesco alt e all'inglese old), in origine participio del verbo alan ('nutrire', 'crescere'), quindi 'cresciuto', 'adulto', e al plurale, nel sassone antico, eldi ('uomini').